# HOWL
HOWL（ハウル）は、福岡県福岡市を中心に活動するボーカルデュオ。

## 名前の由来
『狼の遠吠えのように、ずっと遠くに居る人達にも歌声を届けたい』という願いをこめて命名された。

## メンバー
- 橋爪裕明（はしづめ ひろあき、1985年3月20日 - ）福岡県福岡市出身、ギター、ボーカル担当、愛称は『はっしー』、血液型A型
- 三角健輔（みすみ けんすけ、1984年5月16日 - ）福岡県北九州市出身、ボーカル担当、血液型B型

## 経歴
- 2004年5月 リーダー橋爪の呼びかけにより『HOWL』結成。
- 2006年3月 KBC主催「V3新人オーディション」決勝進出。
- 2006年10月 FBS主催「ヴォイスオーディション」パフォーマンス賞受賞。
- 2006年11月 「プレス9九州沖縄音楽祭福岡大会」プレス9賞受賞。
- 2007年3月 KBC主催「V3新人オーディション」決勝進出。
- 2009年8月 NTTdocomo主催「i Musicフェスティバル」優勝。
- 2009年12月　ユニバーサルミュージック配信レーベルe-SUM RECORDSより楽曲配信開始。

## ディスコグラフィ

### アルバム(インディーズ)
- SONG (2009年11月27日発売)

1. ナマエ
2. Wonderland
3. 会いにいくよ
4. promise
5. 君が笑えば
6. be there...
7. 雨あなた
8. 冬のぬくもり
9. feel you
10. 星の彼方へ

- Next Stage (2006年9月10日発売)

1. special day
2. 出掛けよう
3. fascinate
4. 本音とうわべ
5. close to you
6. セピア
7. プレイヤー

### シングル(インディーズ)
- Wonderland (2009年10月3日発売)

1. Wonderland
2. dreaming
3. Wonderland (Instrumental)
4. Wonderland music video収録

- be there... (2007年9月16日発売)

1. be there...
2. It's my life
3. YOU
4. エメラルドブルー